# Modraszek Jelskiego
Modraszek Jelskiego (Iridosornis jelskii) – gatunek małego ptaka z rodziny tanagrowatych (Thraupidae). Występuje w zachodniej Ameryce Południowej. W Czerwonej księdze gatunków zagrożonych IUCN klasyfikowany jest jako gatunek najmniejszej troski (LC, Least Concern).

## Systematyka
Pierwszego naukowego opisu gatunku dokonał niemiecki przyrodnik Jean Cabanis w 1873 roku, nadając mu nazwę Iridornis Jelskii. Opis ukazał się na łamach czasopisma „Journal für Ornithologie”. Jako miejsce typowe autor wskazał Maraynioc w regionie Junin w Peru. Wyróżnia się dwa podgatunki:
- I. j. jelskii Cabanis, 1873
- I. j. bolivianus Berlepsch, 1912.

### Etymologia
- Iridosornis: greckie ιρις iris, ιριδος iridos – tęcza; ορνις ornis, ορνιθος ornithos – ptak[10].
- jelskii: od nazwiska polskiego zoologa, podróżnika i kolekcjonera Konstantego Jelskiego (1837–1896)[11], który dostarczył okazy tego i innych peruwiańskich gatunków ptaków do muzeum w Berlinie[6].

## Morfologia
Niewielki ptak o krótkim, grubym i lekko zaokrąglonym dziobie – górna szczęka czarniawa, nieco dłuższa, żuchwa niebieskoszara. Nogi ciemnoszare, tęczówki czerwonawo-brązowe. Podgatunek nominatywny ma czarną maskę na twarzy rozciągającą się na gardło i dół szyi. Na górze półkoliście otacza oko. Kontrastuje z szeroką żółtą opaską (kołnierzem) rozciągającą się od nasady dzioba poprzez wierzch i tył głowy oraz boki szyi. Łączy się ona z wąskim czarnym elementem maski dochodzącym do piersi. Na karku czarniawy wąski pasek rozciągający się w dół do nasady skrzydeł. Grzbiet, plecy i kuper ciemnoniebieskie, stopniowo jaśniejące i matowiejące od karku do zadu. Pokrywy skrzydeł ciemnoniebieskie z turkusowymi końcówkami. Lotki czarniawe z wąskimi niebieskawymi krawędziami. Ogon czarniawy i ciemnoniebieski z krawędziami sterówek z jasnoniebieskim odcieniem. Dolne części ciała kasztanowe z niewielkimi przebarwieniami, matowozielonkawymi na piersi, niebieskawymi na bokach. Nie występuje dymorfizm płciowy. Młode osobniki są podobne do dorosłych z bardziej matowym ubarwieniem. Długość ciała 14 cm, masa ciała 16–26 g. Podgatunek I. j. bolivianus jest nieco mniejszy z niewielkimi czarnymi przebarwieniami na czole.

## Zasięg występowania
Modraszek Jelskiego występuje na terenach położonych na wysokości 2000–3700 m n.p.m., ale zwykle powyżej 2900 m n.p.m. Jego zasięg występowania, według szacunków organizacji BirdLife International, obejmuje około 324 tys. km².
Poszczególne podgatunki zamieszkują:
- I. j. jelskii – wschodnie stoki peruwiańskich Andów od regionów La Libertad i San Martín na południe do Junín,
- I. j. bolivianus – wschodnie stoki Andów od południowego Peru (region Cuzco) na południe do Boliwii (departament La Paz)[12].

## Ekologia
Jego głównym habitatem są obrzeża wilgotnych lasów górskich. Występuje także w lasach karłowatych, na suchych obszarach zajmowanych przez karłowatą roślinność na zboczach gór aż do linii drzew oraz w gęstych zaroślach formacji paramo. Czasami spotykany jest także w rejonach występowania bambusów. Jest gatunkiem osiadłym, prawdopodobnie z niewielkimi migracjami pionowymi. Jest wszystkożerny, do jego diety należą owoce, owady i nasiona. Żeruje od poziomu ziemi do wierzchołków małych lub średniej wielkości drzew. Zazwyczaj żeruje pojedynczo lub w parach, rzadziej w małych grupach oraz w stadach mieszanych. Długość pokolenia jest określana na 3,7 roku.

### Rozmnażanie
Prawie brak jest informacji o rozrodzie tego gatunku. Osobniki młodociane, którym towarzyszył osobnik dorosły, obserwowano w czerwcu i lipcu, a ptaki w stanie lęgowym w listopadzie.

## Status
W Czerwonej księdze gatunków zagrożonych IUCN modraszek Jelskiego jest klasyfikowany jako gatunek najmniejszej troski (LC, Least Concern). Liczebność populacji nie została oszacowana, ale ptak ten opisywany jest jako niepospolity i rozmieszczony punktowo. Ze względu na brak zauważalnych zagrożeń BirdLife International uznaje trend liczebności populacji za stabilny. Organizacja ta wymienia 16 ostoi ptaków IBA, w których ten gatunek występuje: 7 w Peru i 9 w Boliwii. Są to m.in. Santuario Histórico Machu Picchu, Cordillera Vilcabamba, Yungas Superiores de Madidi, Bosque de Polylepis de Taquesi.